# Miķelis Bormanis
Miķelis Bormanis (Vorname auch: Mihails * 7. Novemberjul. / 20. November 1902greg. in Bērzaune; † 21. Juli 1956 in Kanada) war ein lettischer Fußball- und Bandyspieler.

## Karriere und Leben
Miķelis Bormanis wurde im Jahr 1902 in die Familie von Jānis Bormanis, einem Priester der orthodoxen Gemeinde in Bērzaune, und seiner Frau Marija (geb. Kočugova) geboren. Er besuchte das Provinzgymnasium in Pskow und von 1919 bis 1923 das russische Gymnasium in Riga. Im Jahr 1923 wurde Bormanis an der Fakultät für Landwirtschaft der Universität Lettland aufgenommen. Bormanis war 1927 einer der Gründer der Studentenverbindung Vendia. Bormanis arbeitete später als leitender Buchhalter bei einer Bank. Er war mit Marta Jasukevič (1911–?) verheiratet und hatte einen Sohn, Jānis (1944–?). Im Herbst 1944 wurden er und seine Familie vor der anrückenden Roten Armee evakuiert. Nach dem Krieg befanden sie sich in einem Flüchtlingslager in Glückstadt. 1949 wanderte er nach Kanada aus, wo er 1956 starb.
Bormanis spielte in seiner Fußballkarriere auf den Positionen des Mittelfeldspielers und Stürmers. Bormanis begann zunächst für den LJS Riga zu spielen, bevor er 1922 zum LSB Riga wechselte, bei dem er auch für einige Zeit als Mannschaftskapitän fungierte. 1926 gelang ihm mit dem Verein der Aufstieg in die Virslīga, der höchsten lettischen Spielklasse. Nach der Erstligasaison 1927 beendete Bormanis jedoch seine Karriere als aktiver Spieler.
Bormanis gilt als einer der bedeutendsten Bandyspieler in der Zwischenkriegszeit in Lettland. Mit der Bandymannschaft des LSB Riga wurde Bormanis viermal lettischer Meister (1926, 1928–1930).

## Weblink
- Lebenslauf bei kazhe.lv (lettisch)

| Personendaten    | Personendaten                                 |
| ---------------- | --------------------------------------------- |
| NAME             | Bormanis, Miķelis                             |
| ALTERNATIVNAMEN  | Bormanis, Mikelis; Bormanis, Mihails          |
| KURZBESCHREIBUNG | lettischer Fußball-, Bandy- und Tennisspieler |
| GEBURTSDATUM     | 20. November 1902                             |
| GEBURTSORT       | Bērzaune, Gouvernement Livland                |
| STERBEDATUM      | 21. Juli 1956                                 |
| STERBEORT        | Kanada                                        |